# Нерсес IV Шнорали
Нерсе́с IV Шнорали́ (Благодатный), также Нерсе́с IV Клаеци́ (Клаэнский), Ергецо́х (арм. Ներսես Շնորհալի; около 1100 замок Цовк, область Цопк — 13 августа 1173) — армянский поэт и общественный деятель, католикос (1166—1173) Армянской апостольской церкви. Один из наиболее значимых армянских поэтов, В. Брюсов сравнивал его творчество с Верленом. Святой Армянской Апостольской и Римско-католической церквей.

## Биография
Родился в семье владетельного князя замка Цовк Апирата Пахлавуни. Правнук знаменитого церковного писателя Григория Магистроса, младший брат и преемник католикоса Григора III Пахлавуни. Получил основательное образование в школе при монастыре Кармир, у епископа Степаноса Манука. С 1150 года жил в основном в Ромкле
В 1170 году в городе Ромкла, местопребывании католикосов, произошёл диспут между Нерсесом и уполномоченным императора Мануила, богословом Феорианом; второй диспут состоялся в 1172 году. «Изложение веры» Нерсеса, в которой приведена приемлемая для Армянской церкви формула Халкидонского символа веры, написано было до первого диспута и представляет род программы, на основании которой могло бы состояться соглашение. Император Мануил и Патриарх Константиноольский Лука, обсудив «Изложение Веры», нашли, что оно может послужить основой к началу объединения Армянской и Византийской Церквей.
Нерсес отправил императору послание, уточнив, что объединение должно происходить не по примеру хозяина и слуги, а как равного с равным, на основе Священного Писания и Священного Предания. Где бы ни обнаружились богословские и обрядовые отклонения, будь то у армян или у византийцев, они должны быть исправлены.
На это послание Нерсеса Шнорали император и Патриарх Михаил III ответили в 1172 году, предлагая армянам для объединения принять ряд условий: исповедовать, что в Христе не только одно лицо, два естества, как истолковал Нерсес, не порицая в то же время прежние толкования своей церкви, так как «два естества» его церковь не отрицала, а объясняя, что они не противоречили оросу Халкидонского собора, но и две воли и два воздействия, признать Халкидонский и все последующие соборы византийской церкви не поместными, как полагал Нерсес, а вселенскими.
Разочарованный Нерсес ответил Феориану, посланнику императора и патриарха, что сам он не вправе решать столь серьёзные вопросы и что он ответит на них после созыва Собора Армянской Церкви. В этом Соборе участвовали епископы Армении, Киликии с прилегающими землями, Алуанка. Собор, с одной стороны, опять осудил монофизитство, с другой — снова подтвердил учение Кирилла Александрийского о единой природе Бога Слово воплощенного. Но ещё до того, как в Константинополе узнали о решении Собора, в 1180 году умер император Мануил, а его последователи каких-либо признаков заинтересованности в объединении с Армянской Церковью не проявили.

## Творчество
...Но и к тебе взываю я,

Сестра восточная, Ани!

Прошу — к страданью моему

Свой голос присоедини!

И ты невестою была

И знала солнечные дни,

Всегда желанной ты была

Для близких, дальних — все они

К тебе тянулись... Царский дом

Властительных Багратуни
(Перевод Валерия Брюсова)
Нерсес Шнорали известен как поэт, музыкальный теоретик, композитор, философ, богослов и летописец. Писал в сложный исторический период, когда армянский народ вынужденно эмигрировал в Сирию и Киликию ведя борьбу за свою самостоятельность от византийских и местных правителей. В поэтическом творчестве развивал светскую литературу, армянскую метрику и жанр поэмы. Считается значительным явлением армянской поэзии XII века. Ему принадлежит много произведений как духовных, так и исторических, написанных в стихотворной форме; из последних особенно известны аллегорическая поэма «Элегия на взятие Эдессы» написанный в 1145 году и «Сказ в стиле Гомера о гайканском народе» написанный в 1121 году. В последнем поэтически изложена история Армении. Из духовных произведений сохранились поэма 1152 года «Исус сын», заключающая в себе краткое изложение всей Библии и сокращенное изложение четырёх Евангелий. Шедевром Шнорали считается поэма «Элегия на взятие Эдессы». В нем нашли своё отражение национальные и духовные проблемы армян. Написал около 300 загадок, некоторые из которых были изданы в 1513 году в Венеции.
В прозе имеются два произведения Нерсеса: соборное послание к армянскому народу, написанное при восшествии на патриарший престол в 1166 году, и изложение веры церкви армянской, составленное Нерсесом по требованию византийского императора Мануила I Комнина.
Его творчество оказало влияние на последующих авторов Грогира Тга, Степаноса Орбеляна, Аракела Багишеци и других.
Собрание поэтических произведений Нерсеса изданы в Венеции 1830 году, «Элегия на взятие Едессы» издана много раз отдельно, между прочим в Тифлисе в 1829 году; латинский перевод её в Венеции в 1833 году; первая половина элегии (1358 стихов из 2114), с французским переводом, напечатал Э. Дюлорье в его «Recueil des Croisades» (т. I, стр. 226—268). Стихотворные произведения публиковались в переводах В. Брюсова и Н. Гребнева.